# Ildefonso Díez de Rivera
Ildefonso Díez de Rivera y Muro, conde de Almodóvar (Granada, 24 de enero de 1777-Valencia, 26 de enero de 1846) fue un militar y político español.

## Familia
Hijo de Antonio Díez de Rivera y Fonseca, señor de San Jorge de Calesa, y de su mujer Francisca de Paula Muro y Salazar, hija de Pedro Salvador de Muro y Alonso (bau. Arnedo, 16 de noviembre de 1701), I marqués de Someruelos, y de su mujer Teresa Josefa de Salazar y Morales.

## Biografía
Participó como oficial de artillería en las guerras napoleónicas y en especial en la guerra de independencia, destacándose en la batalla de Trafalgar y en el sitio de Olivenza. Al terminar la guerra era teniente coronel en Valencia. En 1817 fue apresado por orden del general Francisco Javier de Elío, pero a raíz del pronunciamiento de Rafael de Riego en 1820 fue liberado y nombrado capitán general de Valencia por aclamación popular.
Era capitán general de Mallorca cuando en 1823 el duque de Angulema dirigió la expedición de los Cien Mil Hijos de San Luis que internándose en España restauró el absolutismo en el país. Díez de Rivera recibió órdenes de abandonar las islas, y ese mismo año, en previsión de posibles represalias, partió al exilio a Bélgica, donde permaneció hasta 1834.
A su regreso a España fue nombrado mariscal de campo y elegido diputado por Valencia en 1834 y 1836 y por Granada en 1836, presidente del estamento de procuradores, senador por Granada en 1837, 1841 y 1842, presidente del Senado entre 1841 y 1842, dos veces ministro de guerra y otras dos de estado en los gabinetes de los presidentes Juan Álvarez Mendizábal y José María Calatrava. Además, ejerció la Presidencia del Consejo de Ministros de forma interina entre marzo y agosto de 1837.

## Matrimonio y descendencia
Por su matrimonio el 15 de abril de 1815 con Pascuala Próxita Valeriola Ortiz de Almodóvar y Pascual de Ibarra (Valencia, 25 de febrero de 1787-5 de mayo de 1851), hija de Elfo Valeriola y Riambau y de su mujer Josefa Ortiz de Almodóvar y Pascual de Ibarra, recibió el título nobiliario de III conde de Almodóvar. Su hijo Ildefonso Díez de Rivera y Valeriola fue el IV conde de Almodóvar.